# Festuca ochroleuca
Festuca ochroleuca är en gräsart som beskrevs av Timb.-lagr. Festuca ochroleuca ingår i släktet svinglar, och familjen gräs. Inga underarter finns listade i Catalogue of Life.